# Gara Aninoasa
Gara Aninoasa este o stație de cale ferată care deservește comuna Aninoasa, județul Dâmbovița, România.